# 达勒姆城堡
达勒姆城堡（英語：Durham Castle）位于英國英格兰达勒姆 市，是一座诺曼式城堡，城堡建立在达勒姆半岛中威尔河边的一座山顶上，对面就是达勒姆座堂。自1840年以来一直归属于达勒姆大学，现在的达勒姆城堡用来办公住宿，这里是100余名学生的宿舍，城堡目前只对有导游带领的游客开放。

## 历史
达勒姆城堡建立于公元1072年 ，最初是用来显现诺曼国王在北英格兰地区的权力。在1066年，诺曼征服英格兰后，英格兰北部人民仍然保持着“野蛮和反复无常”的性格。征服了英格兰的威廉一世看中了这个易守难攻的小半岛，下令在连接陆地的咽喉处修筑一座城堡。后来，半岛上渐成街市，达勒姆就这样出现了。此处是早期诺曼人钟爱的城墙要塞经典的例子。由国王钦点的达勒姆主教就居住于此，主教代表国王在此地行使皇权。那时，达勒姆主教身兼诸侯，宗教和世俗大权一把抓，甚至还统帅军队，这在英国是绝无仅有的一例。
达勒姆城堡一直作为达勒姆主教的住所，直到主教选择奥克兰城堡作为自己的住所后，此地才归为达勒姆大学的大学学院（University College）。
城堡有一个巨大的大厅，是在14世纪由主教安东尼·贝克(Antony Bek)主持修建。这里曾经是大不列颠岛上最大的大厅，直到15世纪末主教理查德·福克斯将其规模减小，但大厅仍然有14米高，30余米长。

## 大学学院
公元1837年，达勒姆主教霍华德·麦特白（Edward Maltby）将城堡捐赠给一所刚成立的大学-达勒姆大学，将其作为学生宿舍。这里被命名为大学学院（University College）。建筑师安东尼·萨尔文（Anthony Salvin）按照城堡最初的设计重建了破损的部分，到1840年城堡重新开放时，其为100余名学生提供了宿舍，大多数房间现在还在使用。古城堡功能的变化，也正是达勒姆从中世纪的军事要地和宗教中心转变为现代大学城的一个缩影。
现在的大厅已经成为了学院学生和员工的食堂，大厅的地下室现在作为师生的休息室。两个小教堂现在仍在使用，这里时常举行一些戏剧表演或其他演出。城堡里面还有学院的图书馆、办公室和IT设备室。在假期，学院在城堡里会举办一些学术讨论会，宿舍作为参会人员的住所。城堡目前只对有导游带领的游客开放。2011年，城堡由于开始翻新停止对公众开放，2011年秋天又重新开放。

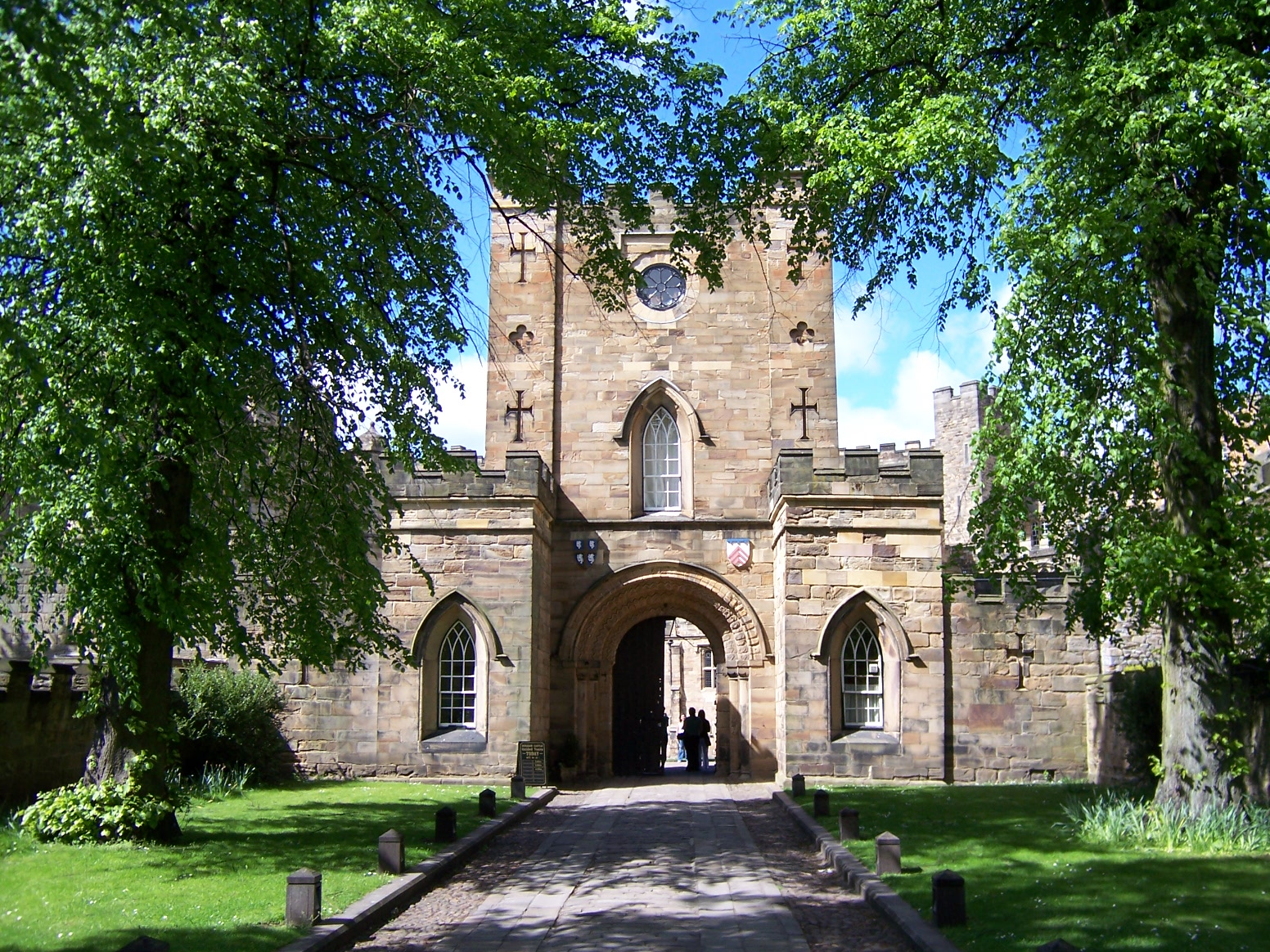
达勒姆城堡入口

## 小教堂
大学学院最常使用的是城堡的两座小教堂：建于1078年左右的诺曼小教堂（the Norman Chapel）和建于1540年的坦斯托小教堂（The Tunstall's Chapel）。
诺曼小教堂是城堡中最古老的部分，本质上属于盎格鲁-撒克逊风格，很有可能是当时诺曼人强迫盎格鲁-撒克逊人劳工来建造此建筑。在第二次世界大战期间，诺曼小教堂是英国皇家空軍的指挥部。战争结束后，教堂又恢复了其本来的作用。
坦斯托小教堂相对诺曼教堂来说被使用得更加频繁，规模更大。在公元17世纪，科森主教（Bishop Cosin）和克鲁主教（Bishop Crewe）扩大了小教堂的规模。

## 世界遗产
1986年，达勒姆城堡与达勒姆座堂一同被联合国教科文组织授予了“世界遗产”称号。达勒姆大教堂被认为是英国最大、最杰出的诺曼式建筑遗产，其拱顶的大胆革新已预示着哥特式建筑的诞生 。

## 图片

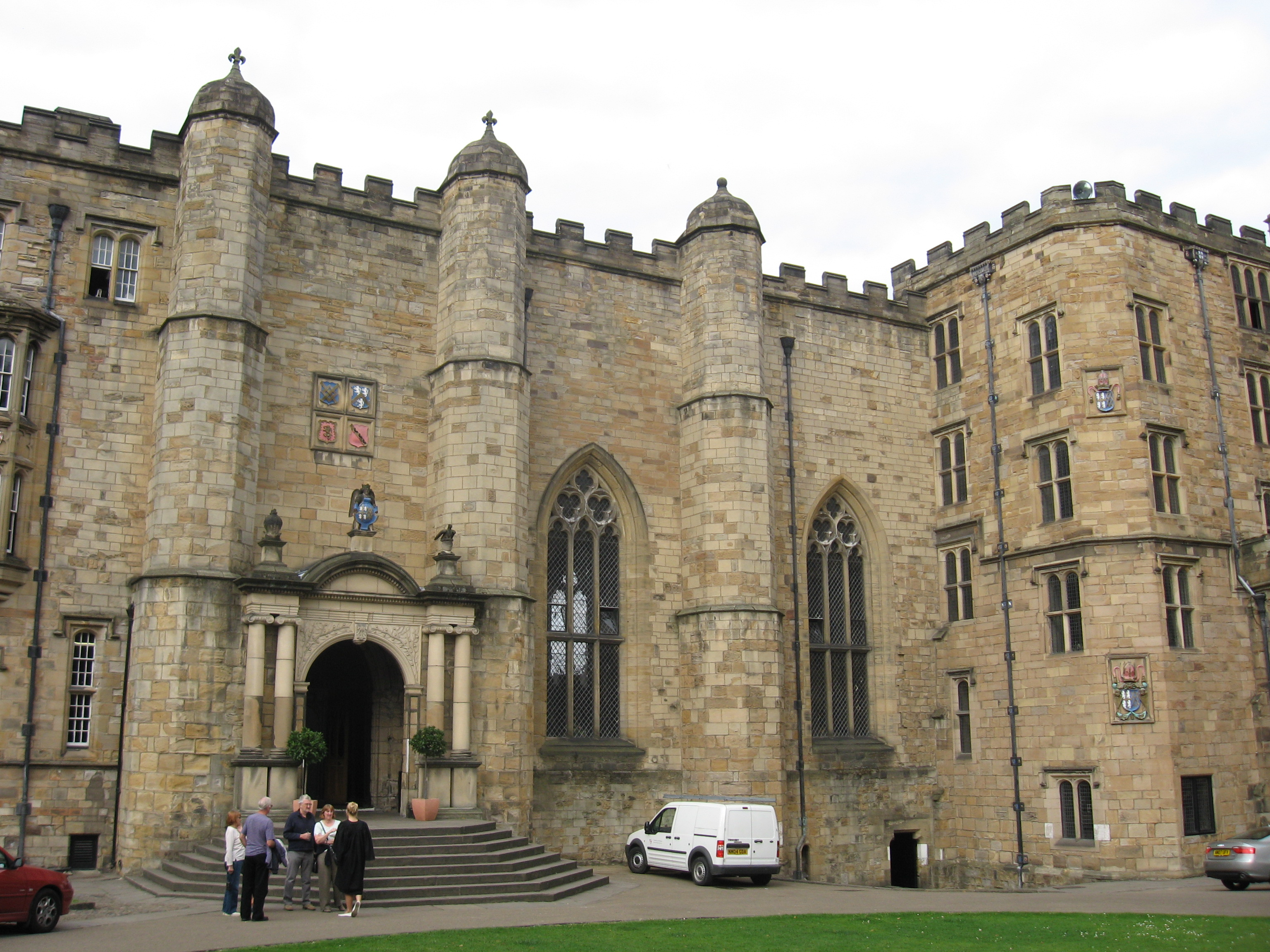
主教贝克大厅入口
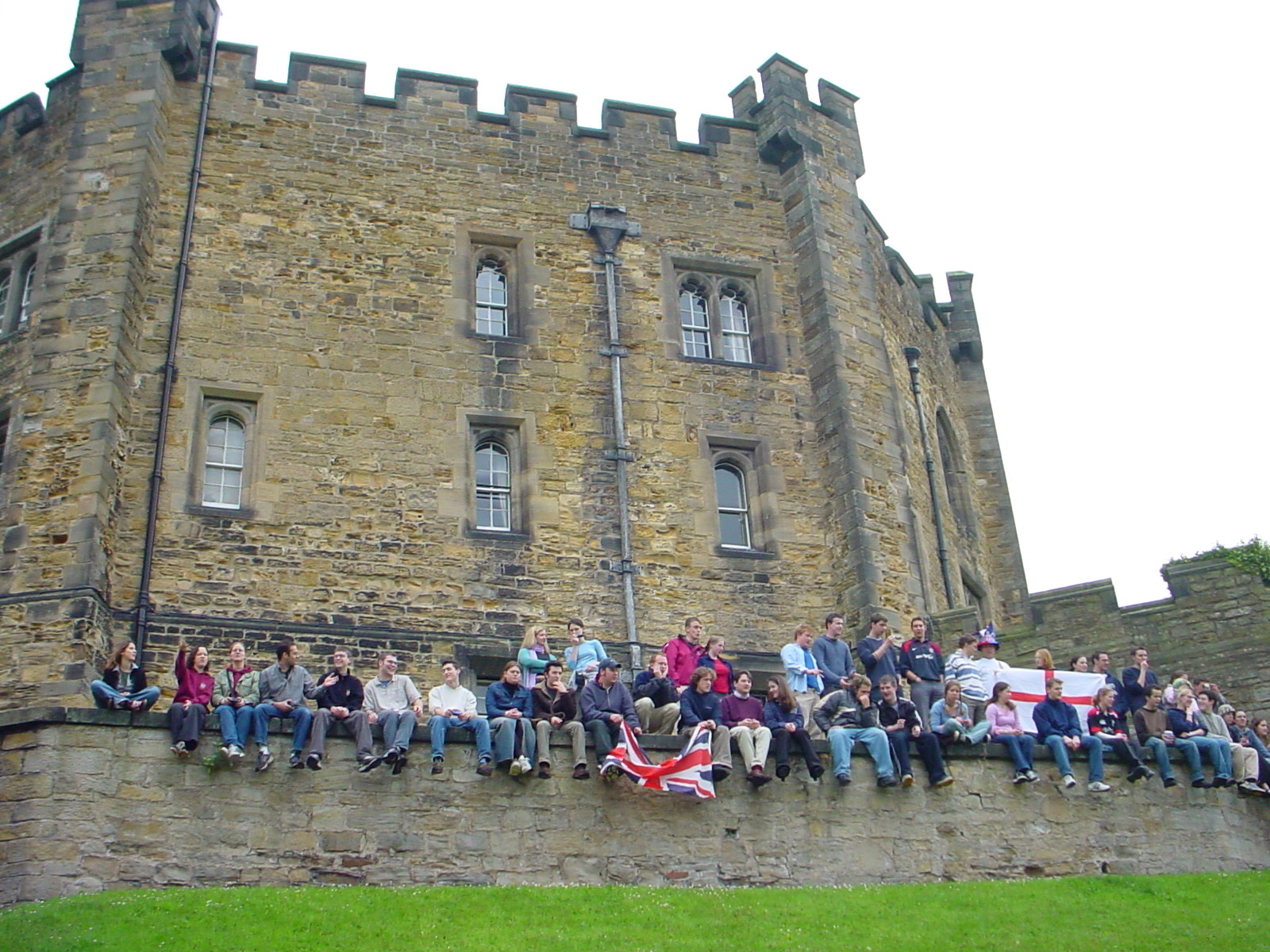
学生们坐在城堡平台上
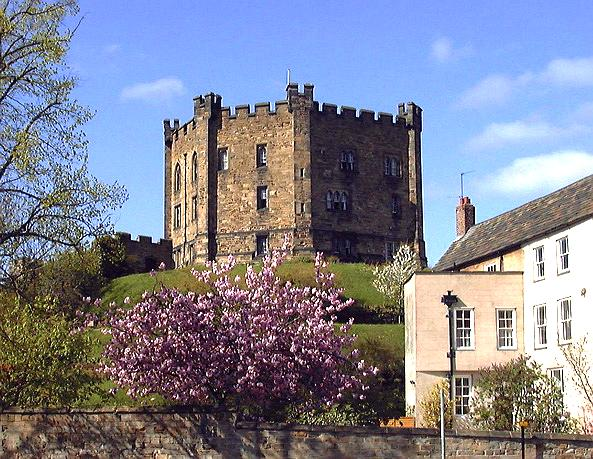
达勒姆城堡 – 主楼
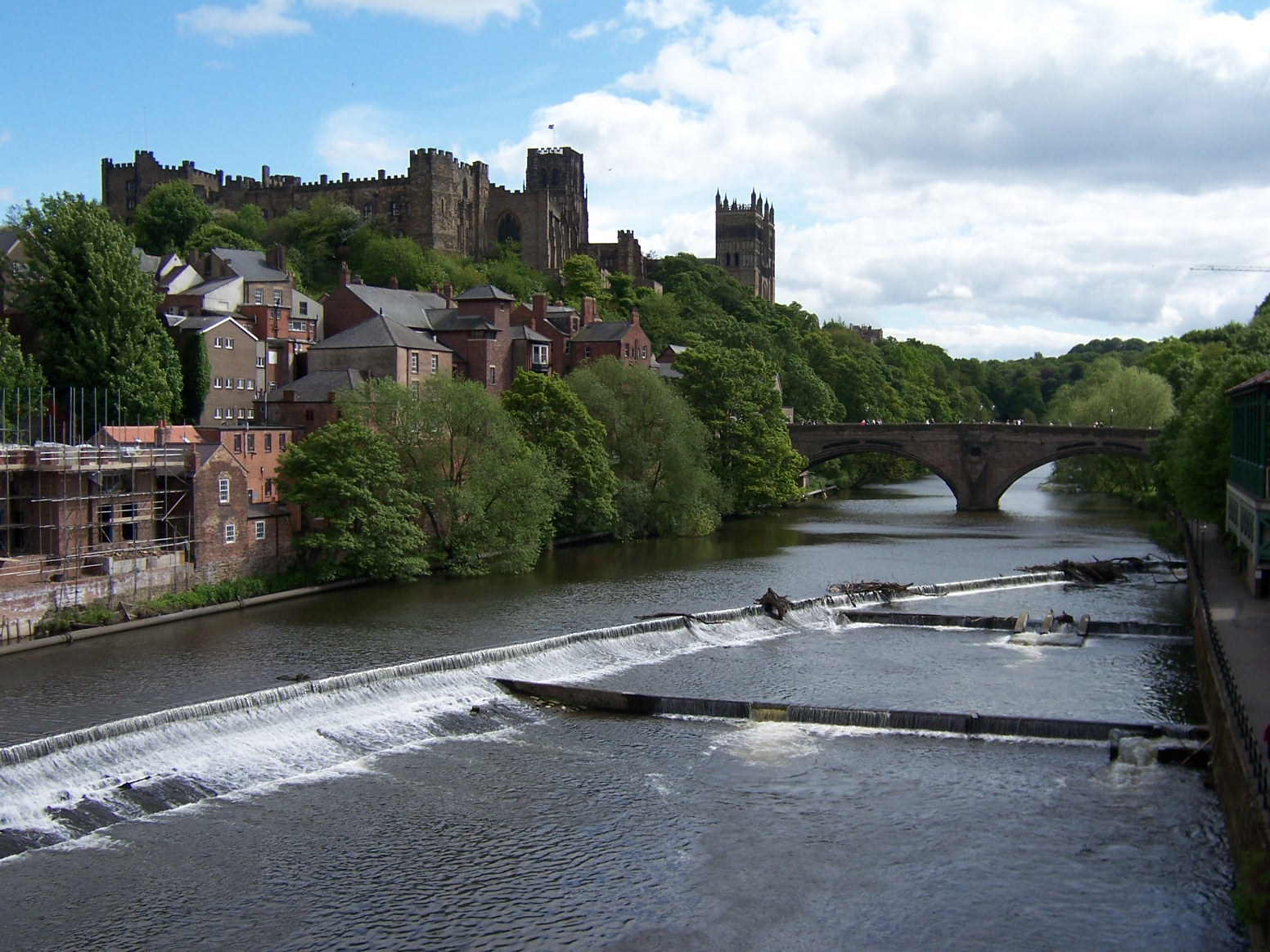
从达勒姆座堂前看达勒姆城堡
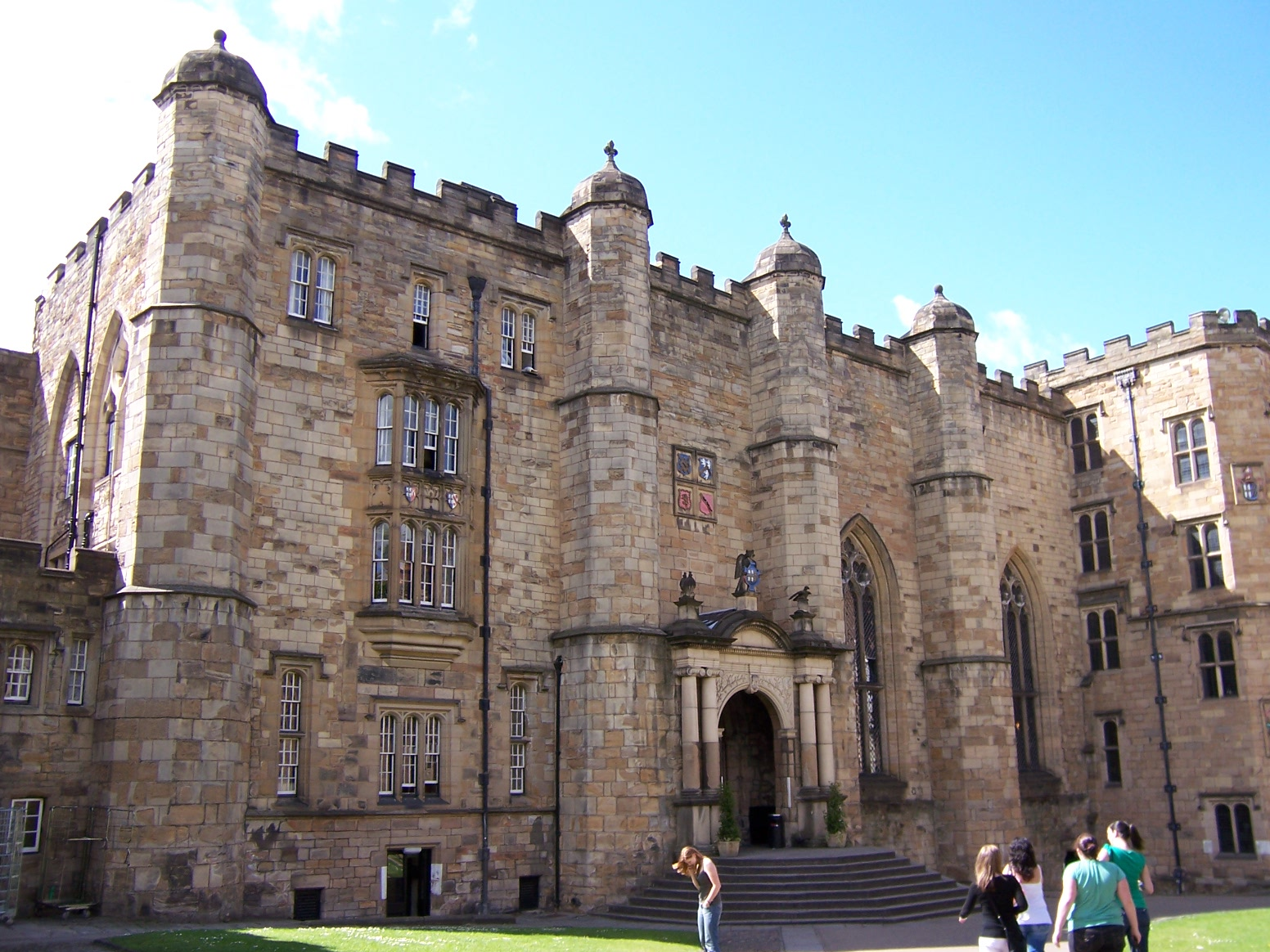
达勒姆城堡 – 天井
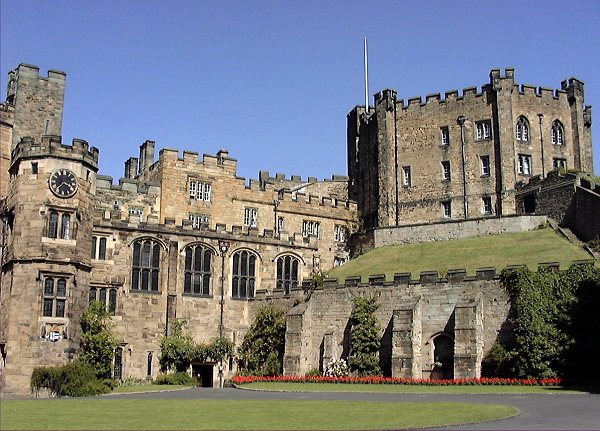
达勒姆城堡 – 从城堡的庭院内观看